# Qiu Li
Dans ce nom chinois, le nom de famille, Qiu, précède le nom personnel.
Qiu Li (en chinois : 邱礼), né le 6 juin 1981 à Shenyang en Chine, est un footballeur international singapourien. Il évolue au poste de milieu offensif.

## Biographie

### Carrière en équipe nationale
Qiu Li joue son premier match en équipe nationale le 28 mai 2008 lors d'un match amical contre le Bahreïn (défaite 1-0). Il marque son premier doublé en sélection, le 7 juin 2011 contre les Maldives (victoire 4-0). Il reçoit sa dernière sélection, le 10 septembre 2013 contre Hong Kong (défaite 1-0).
Au total, il compte 29 sélections et 4 buts en équipe de Singapour entre 2008 et 2013. Toutefois, seulement 27 matchs sont reconnus par la FIFA.

## Palmarès

### En club
- Avec le Home United :
  - Vainqueur de la Coupe de Singapour en 2011

### En sélection nationale
- Vainqueur du Championnat d'Asie du Sud-Est en 2012

## Statistiques

### Buts en sélection
Le tableau suivant liste les résultats de tous les buts inscrits par Qiu Li avec l'équipe de Singapour.